# Tanaecia heringi
Tanaecia heringi är en fjärilsart som beskrevs av Friedrich Wilhelm Niepelt 1935. Tanaecia heringi ingår i släktet Tanaecia och familjen praktfjärilar. Inga underarter finns listade i Catalogue of Life.